# Conor Murray
Conor Murray (Limerick, 20 de abril de 1989) es un exjugador irlandés de rugby que se desempeñaba como medio melé que jugó toda su carrera para Munster de la United Rugby Championship y el XV del trébol.

## Carrera
Murray comienza su carrera profesional el 18 de abril de 2010 cuando entra de reemplazo en un partido que enfrentaba a Munster contra Connacht Rugby.
En la temporada siguiente, la 2010/2011 Murray reemplaza a Duncan Williams en la histórica victoria de Munster contra Australia por 15-6. Esa misma temporada gana la final de la Liga Celta en un partido que se disputó en el Thomond Park ante Leinster con un resultado de 19-9
En su primera temporada completa con Munster, Murray ya ganó el Premio John McCarthy que se otorga al mejor jugador canterano de la provincia de Munster.
En la temporada 2011/12 Murray hace su estreno en la Heineken Cup el 12 de noviembre al enfrentarse a Northampton Saints y ese mismo año contra Scarlets ganó su primer premio como mejor jugador del partido.
En la 2013-2014 Murray es galardonado con el trofeo que le nombra mejor jugador de la temporada de Munster.
El 27 de septiembre de 2014 es la primera vez que Murray capitanea a Munster en un partido contra Ospreys Rugby

## Selección nacional
Hizo su debut con Irlanda en un partido que les enfrentaba contra Francia el 13 de agosto de 2011.Poco después entró en la lista de 30 hombres que fueron seleccionados por Irlanda para asistir a la Copa Mundial de Rugby de 2011.
En 2014 Murray fue una pieza fundamental para que Irlanda se hiciera con el Torneo de las Seis Naciones
En 2015 es seleccionado para formar parte de la selección Irlandesa que participa en la Copa Mundial de Rugby de 2015. Murray anotó un ensayo en la victoria de su equipo sobre Francia 9-24, que fue el único partido de la fase de grupos.

## Palmarés y distinciones notables
- Pro 12 Rugby: 2010–11 (Munster)
- Seleccionado para jugar la Gira de los British & Irish Lions por Australia de 2013
- Seis Naciones 2014, Seis Naciones 2015 y Seis Naciones 2018.[6]

- Seleccionado por los British and Irish Lions para la gira de 2017 en Nueva Zelanda[7]

- Seleccionado por los British and Irish Lions para la gira de 2021 en Sudáfrica [8]